# Valerio Festi
Valerio Festi (Bologna, 6 gennaio 1953) è un artista e imprenditore italiano.

## Biografia
Valerio Festi consegue la laurea al DAMS di Bologna nel 1978 con la tesi "La Festa nella città: la necessità del momento rituale nelle comunità urbane". Inizia la sua attività artistica dedicandosi al teatro di strada con un gruppo di clown chiamato ‘Melquiades’.
Sperimenta nuovi sistemi di comunicazione teatrale – attingendo alla poetica e tradizione rinascimentale e barocca italiana e recuperando le forme della festa popolare, relegata al folclore fino ad allora. Costantemente Valerio decide di avvalersi della collaborazioni di intellettuali, scrittori e accademici tra i quali ricordiamo Umberto Eco, Franco Ruffini, Roberto Leydi, Giuliano Scabia, Gianni Celati.
Ha ripreso l’estetica, la tecnica e le tipologie delle feste berniniane, inventando ‘macchine’ che cambiano l’immagine delle piazze delle città. Ha inoltre ripreso i fuochi d’artificio di tradizione barocca, accordando lo spettacolo pirotecnico con l’esecuzione dal vivo di brani classici. Nel 1981 mette in scena il  "Concerto grosso per macchinerie barocche" in Piazza del Popolo a Roma: centinaia di musicista live a straordinarie macchine sceniche dedicate ai quattro elementi: aria, acqua, terra e fuoco.
Insieme a Monica Maimone nel 1982 fonda Studio Festi, dando vita ad un atelier di artisti e artigiani che si dedicano alla realizzazione di idee e progetti in numerose parti del mondo.
Dal 1994 al 1997 realizza il ciclo delle feste di Milano, rielaborando la tradizione dei carnevali, dei capodanni in piazza e dei natali.
Ha ‘concertato’ i fuochi pirotecnici con i compositori e i direttori d’orchestra più rinomati: da Luciano Berio (che ha composto per Festi l’opera ‘Notte’), Zubin Metha, Claudio Abbado, Myung-whun Chung, Andrea Gavazzeni.
Ha rinnovato la tradizione italiana delle installazioni di luce, creando grandi allestimenti di architetture luminose in varie parti del mondo. In occasione del Festival “Italy in Houston” Valerio Festi è stato premiato dalla American Institute of Architects per le sue installazioni di luce.  A Kobe, dal 1995 al 2010 idea e crea appositamente la manifestazione che celebra la ricostruzione della città dopo il terremoto, e che rappresenta con la sua simbologia di luce la grande speranza dell’intera città.  A Tokyo, a partire dal 2000 realizza un progetto quinquinnale di architetture di luci. Inoltre ricordiamo le installazioni a Pechino in Di Tan Park, Madrid, Palermo e ad Istanbul nella ricorrenza dell’80º Anniversario della Fondazione della Repubblica.
Per Disney, a Parigi e nella sede americana in Florida Valerio Festi ha ideato un complesso progetto di architetture di luce, rimasto nei parchi tematici per dieci anni.  Inoltre a Parigi per un quinquennio ha creato “Robe de Lumieres” alle Galeries Lafayette, con un record di contatti milionario, via social e stampa.  Negli ultimi anni il paesaggio innevato della Russia è diventato il nuovo teatro per gli allestimenti luminosi: idea e crea per il Natale moscovita per il biennio 2015-2016. Viene insignito del premio come Best Design del Moscow International Festival of Christmas Lights.
Nel 2018, per la capitale del Tatarstan, Kazan, Valerio Festi ha portato il suo talento a costruire una città della luce - “Kazan, city of lights”, in occasione dei festeggiamenti del Capodanno russo.
Ha contribuito a diffondere il concetto di festa nella città, attraverso grandi eventi en plein-air: nel 2001, realizza lo spettacolo-cerimonia di apertura Italia in Giappone a Tokyo; a Pechino cura la direzione artistica per lo spettacolo di apertura dell’Anno dell’Italia in Cina. In Turchia, ha curato le celebrazioni per il centenario del Fenerbahçe Stadium. In Germania, a Monaco di Baviera è direttore artistico per la celebrazione dell’850º anniversario della fondazione della città. In Siria, in occasione di Damasco Capitale araba delle cultura, crea e realizza la spettacolo di apertura “Le rideau se lève”.
A New-York mette in scena una parata in occasione del Columbus day. A Roma cura l’illuminazione artistica del Colosseo, in occasione della venuta del Primo ministro cinese Wen Jiabao. In parallelo alle celebrazioni di feste nelle grandi città, Valerio Festi porta avanti un linguaggio legato al mondo della moda e del lusso. Per citarne alcuni Hermès in Piazza di Spagna e via Condotti a Roma e nella sede parigina; a Pechino sulla muraglia cinese idealizza e realizza uno show per l’apertura del primo store cinese di Fendi. Per lo stilista italiano Valentino Garavani, a Roma cura lo spettacolo per l’addio al mondo della moda del maestro, con un grande spettacolo al Colosseo.
Per Costa Crociere crea e realizza un ciclo di inaugurazione per il lancio delle nuove navi: Genova, Napoli, Venezia, Shanghai. Per la Formula 1 Singapore Grand Prix dirige lo spettacolo “The waters of the Seas”, o ancora “Celebration of Beauty”.  Ha ideato e diretto lo spettacolo ispirato alla Roma antica, “Roma caput mundi”, nella bellissima cornice rinascimentale di Villa Aldobrandini a Frascati, sulle colline romane.
Valerio Festi è chiamato dal famoso architetto brasiliano Oscar Niemeyer, creatore di Brasilia, capitale brasiliana, quale direttore artistico per celebrare i cinquant’anni della fondazione della città. Ha fondato una filiale di Studio Festi in Brasile, con la quale ha realizzato iniziative e spettacoli.
Valerio Festi ha tenuto lectio magistralis nelle più prestigiosi sedi di tutto il mondo.Tra le più importanti: Tokyo Kaikan, Osaka Densu Foundation, Kobe Japan Raylways auditorium, Università di Basilea, Praga, Istituto italiano di cultura a Male Strana, Pechino, Istituto Italiano di cultura, Milano, Accademia di Belle Arti di Brera.
È stato insignito nel 2019 del 1 premio ducale d’Insubria dal club Lions Insubria di Varese, perché “...ha saputo rivelare ed esaltare l’anima segreta delle città attraverso la finzione spettacolare, trasformando splendore effimero della festa in un formidabile inedito dispositivo di comunicazione”.

## Opere e realizzazioni
- Una cosmogonia in Piazza di Spagna - Hermès, a Roma, 1997
- Concerto per fuochi d'artificio, Roma, 1999, Orchestra dell'Accademia Nazionale di Santa Cecilia, diretto da Myung-whun Chung, Piazza San Pietro, Città del Vaticano in occasione della inaugurazione del restauro della facciata della Basilica di San Pietro alla presenza di Giovanni Paolo II
- La Festa del Cielo, coreografia all'aperto che ha aperto la rassegna "Italia in Giappone 2001-2002 "[1]
- Fuochi di gioia e di allegrezza, Bilbao, 2004
- The Renewal of Time, Pechino, 2006, spettacolo per la cerimonia di apertura dell'Anno italiano in Cina, ideata e prodotta per il Ministero degli affari esteri e per il Ministero dell'ambiente italiani
- Italian Cheer, Shanghai. Costa Allegra in partenza per la prima crociera nel Mar Giallo, nuova presenza dell’imprenditoria italiana in Estremo Oriente
- Fenerbahçe Spor Kulübü 1907 - 2007, Istanbul (Turchia), celebrazioni per il centenario del più radicato e popolare club sportivo della città.
- Nascita della bellezza, Roma, 2007, spettacolo in occasione della celebrazione del 45 esimo anniversario della carriera di Valentino Garavani[2][3]
- Per una festa, celebrazione e presentazione della storia della Maison Fendi, in occasione della sua prima sfilata sulla Grande Muraglia, Pechino, Cina
- Munich Revue, Monaco di Baviera, 2008, spettacolo in occasione dell'850º anniversario della fondazione della città[4].
- Le rideau se lève, Damasco, 2008, cerimonia di apertura di Damasco capitale araba della cultura 2008
- Parata del Columbus Day, Nell’anniversario della scoperta dell’America da parte di Cristoforo Colombo, la sezione curata da Valerio Festi della parata lungo la 5 Strada per il Columbus Day nel 2010 ha presentato gli aspetti storici e culturali più caratteristici delle regioni italiane, New-York, USA
- Illuminazione artistica del Colosseo in occasione della visita di stato del Primo Ministro cinese Wen Jiabao – per la Presidenza del Consiglio 17 settembre 2010
- Cidade do Homem, spettacolo creato in occasione di Mia Cara Curitiba, creato dal Consolato italiano e dall'istituto del Turismo in Brasile per celebrare l'influenza dell'immigrazione italiana in Brasile, 2012
- Abraço de Luz, omaggio a Oscar Niemeyer, Brasilia 2013
- Intrecci. Figurazioni in musica per Vincenzo Bellini, spettacolo in occasione del Capodanno a Catania 2017
- Sponde, Il ponte che canta, un progetto per il battesimo del Ponte di Calatrava a Cosenza, 2018
- Roma caput mundi , Frascati, 2018, Iba International Bar Association.

## Installazioni
- Progetta nel 1987 le installazioni luminose The italian Light a Houston, in Texas
- Progetta nel 1993 le installazioni luminose per Disneyland Paris
- Progetta dal 1995 al 2010 con Studio Festi le Kobe luminarie[5]
- La città della luce -Illuminazione delle porte della città, Bologna, 1999
- Dal 1999 al 2005 progetta le installazioni luminose per Tokyo Millenario
- Dal 2002 al 2011 cura le installazioni luminose che appaiono sulla facciata del centro commerciale Galeries Lafayette a Parigi nel periodo natalizio
- Heaven and Earth, Pechino, 2002, architetture di luce in Di Tan Park
- Chritsmas de-light, Istanbul, Akmerkez shopping mall, 2003 - 2008, architettura di luce
- Progetta nel 2011 e e nel 2012 installazioni luminose a Curitiba, Brasile
- Nel 2012 realizza le installazioni di luci per il Festival della Luce di Mosca, in Russia
- Nel 2015 e 2016 a Mosca, in occasione del Moscow International Festival of Christmas Lights, Russia
- Nel 2018 progetta The Land of legends , architetture di luce ad Adalia in Turchia
- Progetta nel 2018 Kazan, city of lights, Kazan, Russia.